# Litsea spathacea
Litsea spathacea är en lagerväxtart som beskrevs av James Sykes Gamble. Litsea spathacea ingår i släktet Litsea och familjen lagerväxter. Utöver nominatformen finns också underarten L. s. tomentosa.